# Pternopetalum subalpinum
Pternopetalum subalpinum är en flockblommig växtart som beskrevs av Hand.-mazz. Pternopetalum subalpinum ingår i släktet Pternopetalum och familjen flockblommiga växter. Inga underarter finns listade i Catalogue of Life.